# Смурфики (комікс)
«Смурфики» (фр. Les Schtroumpfs) — бельгійська серія коміксів створена мультиплікатором Пейо (П'єр Кюлліфор). Перший рік існування видавалися як додаток до коміксу «Йохан та Чибіс», свою власну серію коміксів отримали лише в 1959 році. Пейо став автором 16 томів коміксів про Смурфиків. До 2008 року комікси про Смурфиків було перекладено на 25 мов, близько 25 мільйонів томів продано. З 2016 року видається українською видавництвом «Ірбіс Комікси».

## Опис
Далеко-далеко звідси розташована чарівна країна, де в селищі Смурфидолі, біля річки Смурфки живуть дивовижні маленькі істоти — смурфики. Крім маленького зросту і блакитної шкіри, смурфики відзначаються ще й власною мовою: вони розмовляють по-смурфськи. А ще вони дуже люблять рослину, яка називається «сарсапарель». Смурфики все роблять разом і в усьому слухаються Тата Смурфика.

## Томи

### Оригінальна серія коміксів
| № в оригіналі | № в Україні | Назва                                                 | Оригінальна публікація | Оригінальна публікація | Публікація в Україні | Публікація в Україні |
| № в оригіналі | № в Україні | Назва                                                 | Видавець               | Дата                   | Видавець             | Дата                 |
| ------------- | ----------- | ----------------------------------------------------- | ---------------------- | ---------------------- | -------------------- | -------------------- |
| 1             | 1           | «Чорні Смурфи» «Les Schtroumpfs noirs»                | Dupuis                 | 30 листопада 1963      | Ірбіс Комікси        | 30 серпня 2016       |
| 2             | 3           | «Король Смурф» «Le Schtroumpfissime»                  | Dupuis                 | 23 вересня 1965        | Ірбіс Комікси        | 11 вересня 2017      |
| 3             | 4           | «Смурфетка» «La Schtroumpfette»                       | Dupuis                 | 16 березня 1967        | Ірбіс Комікси        | 9 березня 2018       |
| 4             | 5           | «Смурфи і яйце» «L'Œuf et les Schtroumpfs»            | Dupuis                 | 26 березня 1968        | Ірбіс Комікси        | 11 вересня 2018      |
| 5             | 7           | «Смурфи і Каркуля» «Les Schtroumpfs et le Cracoucass» | Dupuis                 | 25 вересня 1969        | Ірбіс Комікси        | 1 березня 2020       |

В Україні 2 випуском Смурфиків вийшов комікс «Загублене містечко», який не входить до оригінальної серії. 6 випуском в українській хронології став комікс «Різдво у смурфів».

### Інші комікси
На початку 2017 року видавництво «Ірбіс Комікси» анонсувало вихід комікса «Загублене містечко» українською, який відбувся одночасно з прем'єрою мультфільма «Смурфики: Загублене містечко».
| Назва                                                           | Оригінальна публікація | Оригінальна публікація | Публікація в Україні | Публікація в Україні |
| Назва                                                           | Видавець               | Дата                   | Видавець             | Дата                 |
| --------------------------------------------------------------- | ---------------------- | ---------------------- | -------------------- | -------------------- |
| «Загублене містечко» «Les Schtroumpfs et le Village des Filles» | Le Lombard             | 24 березня 2017        | Ірбіс Комікси        | 25 березня 2017      |
| «Різдво у смурфів» «Christmas Smurfs»                           | Papercutz              | 1 жовтня 2013          | Ірбіс Комікси        | 1 грудня 2018        |